# کشتی مین‌روب کلاس ونچرر
ماین‌سوییپر کلاس ونچرر (به انگلیسی: Venturer-class minesweeper) یک کلاس از کشتی است که طول آن ۱۲۰ فوت ۷ اینچ (۳۶٫۷۵ متر) می‌باشد.